# Arrasando
Arrasando este un album vocal, pop, în limba spaniolă, al artistei mexicane Thalía.

## Melodii
Ediția standard
1. "Entre El Mar Y Una Estrella" (Marco Flores) – 3:44
2. "Regresa A Mí" (Thalía, Emilio Estefan Jr., Lawrence P. Dermer, Robin Dermer, Angie Chirino) – 4:28
3. "Reencarnación" (Thalía, Lawrence P. Dermer, Robi Rosa) – 5:03
4. "Arrasando" (Thalía, Emilio Estefan Jr., Lawrence P. Dermer, Robin Dermer) – 3:59
5. "No Hay que Llorar" (Thalía, Lawrence P. Dermer) – 3:39
6. "Quiero Amarte" (Thalía, Lawrence P. Dermer, Robin Dermer) – 3:30
7. "Suerte en Mí" (Thalía, Emilio Estefan Jr., Lawrence P. Dermer) – [**] 4:15
8. "Menta y Canela" (Thalía, Dámaso Pérez Prado) – 3:47
9. "Tumba la Casa" (Thalía, Lawrence P. Dermer, Norbeto Cotto, Luis Tineo) – 4:26
10. "Pata Pata" (Jerry Racovo, Miriam Makeba, Edgardo Franco) – 4:39
11. "Siempre hay Cariño" (Emilio Estefan Jr., Robert Blades, Angie Chirino) – 3:10
12. "Rosalinda" (Kike Santander) – 3:52

Ediția relansată
1. "Entre el Mar y una Estrella" – 3:44
2. "Regresa a mí" – 4:28
3. "Reencarnación" – 5:03
4. "Arrasando"  – 3:59
5. "No hay que Llorar" – 3:39
6. "Quiero Amarte" – 3:30
7. "Suerte en mí" – [**] 4:15
8. "Menta y Canela" – 3:47
9. "Tumba la Casa" – 4:26
10. "Pata Pata" – 4:39
11. "Siempre hay Cariño" – 3:10
12. "Rosalinda" – 3:52
13. "Arrasando" (Versión Banda) [*] – 3:58
14. "Entre el Mar y una Estrella" (Pablo Flores Club Mix) [*] – 10:50
15. "Entre el Mar y una Estrella/Arrasando" (Medley) [*] – 4:04